# RESANE
Le projet RESANE (REfonte des Statistiques ANnuelles d'Entreprises) était, en France, l'un des projets phares de l'Institut national de la statistique et des études économiques. Lancé en 2006, il visait à simplifier la tâche de réponse des entreprises à l'enquête annuelle les concernant et à répondre aux nouvelles normes statistiques européennes établies par Eurostat. La phase 1 du projet a abouti en 2012, après le lancement en 2009 de la nouvelle enquête sectorielle annuelle, qui concerne l'ensemble des entreprises situées sur le territoire français (y compris les départements d'outre-mer).